# Pegomya rufina
Pegomya rufina är en tvåvingeart som först beskrevs av Fallen 1825.  Pegomya rufina ingår i släktet Pegomya och familjen blomsterflugor. Arten är reproducerande i Sverige. Inga underarter finns listade i Catalogue of Life.